# Piet Moeskops

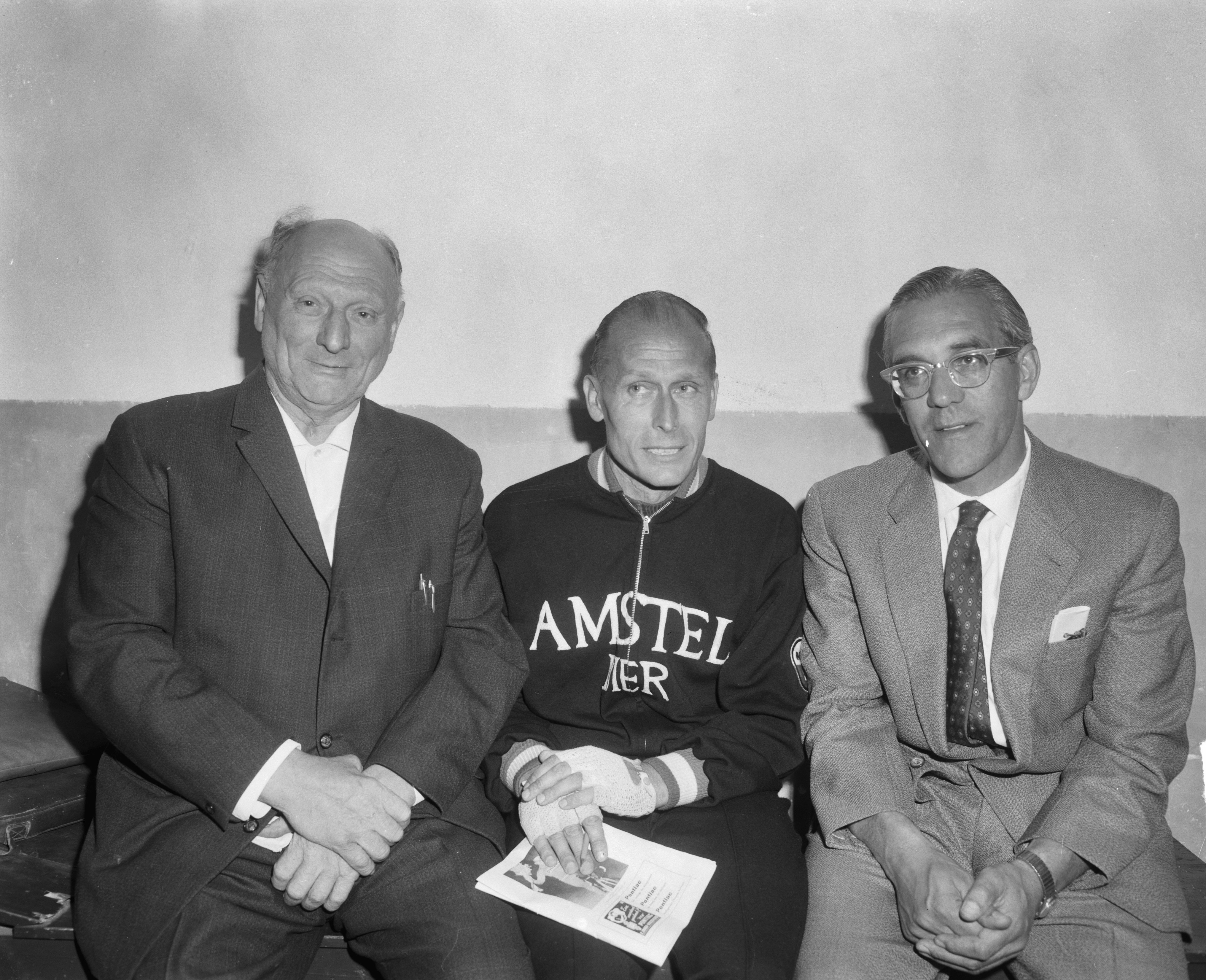
Piet Moeskops (l.) mit Jan Derksen (M.) und Arie van Vliet (1963)

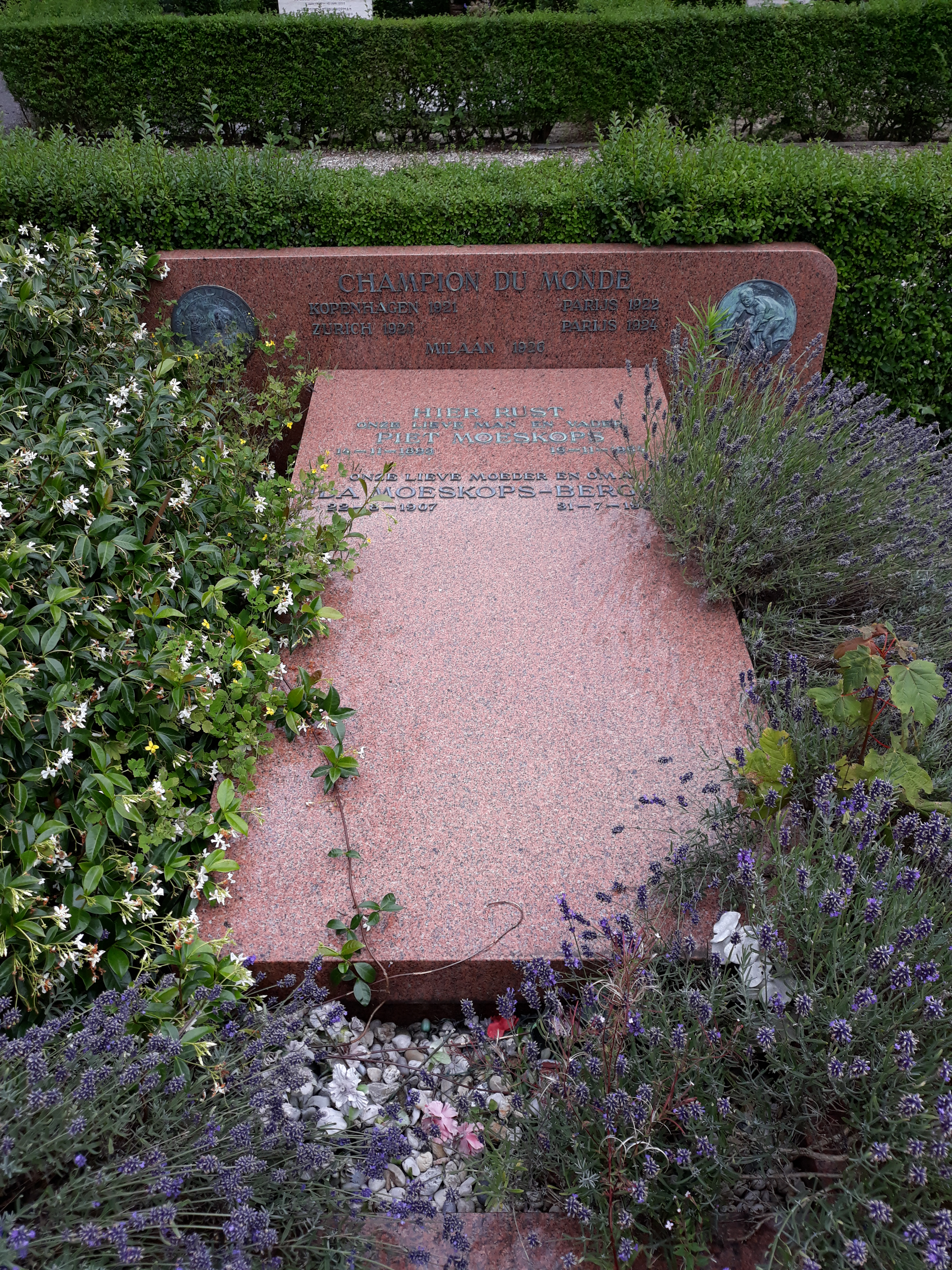
Das Grab von Piet Moeskops und seiner Frau Ida Berger auf dem Friedhof Oud Eik en Duinen in Den Haag

Pieter Daniel „Piet“ Moeskops (* 13. November 1893 in Loosduinen, Den Haag; † 16. November 1964 in Den Haag) war ein niederländischer Radrennfahrer. In den 1920er Jahren wurde er fünfmal Weltmeister im Sprint auf der Bahn.

## Sportliche Laufbahn
Piet Moeskops lernte das Fahrradfahren als Auslieferungsfahrer für das Geschäft seines Vaters, der Geflügelhändler war. Er war von imposanter Statur (1,90 Meter bei über 90 Kilogramm) und betätigte sich zunächst als Ringer. Mit 19 Jahren fuhr er auf der heimatlichen Bahn in Loosduinen erste Rennen. 1914 wurde er erstmals niederländischer Meister im Bahnsprint. Insgesamt war er zehnmal niederländischer Titelträger im Sprint sowie einmal in der Mannschaftsverfolgung. Direkt nach dem Ersten Weltkrieg wechselte er zu den Profis. Dabei hatte er erhebliche Widerstände zu überwinden, denn sein Vater wollte, dass er einen bürgerlichen Beruf ergreift. Piet setzte sich aber durch und fuhr nach Brüssel, um dort vor allem bei den Bahnrennen zu lernen. Er galt als besonders begabter Techniker und Taktiker.
1921 wurde Moeskops erstmals Weltmeister im Sprint, indem er den amtierenden Weltmeister Robert Spears aus Australien im Finale schlug. Diesen Erfolg konnte er in den folgenden Jahren bis 1926 wiederholen, außer 1925, als die Weltmeisterschaft ausgerechnet in Amsterdam stattfand. 1929 und 1930 wurde er Vize-Weltmeister hinter dem Franzosen Lucien Michard. Den Grand Prix Amsterdam gewann er 1926 bis 1929. Den Grand Prix de l’UCI in Paris gewann er 1924 und 1927, den Grand Prix Kopenhagen 1928, den Grand Prix du Conseil municipal de la ville de Paris 1929. Viermal gewann er den Großen Preis von Berlin.
Zum fünften und letzten Mal wurde Piet Moeskops Weltmeister bei den UCI-Bahn-Weltmeisterschaften 1926 in Mailand. Dabei kam es zu einem Eklat, der die niederländische Sportpresse über nahezu zwei Jahre beschäftigte und weitere Folgen hatte: Als die niederländische Delegation sich im Stadion mit Gerard Leene als Fahnenträger präsentierte, fuhr Moeskops, der Leene bei der niederländischen Meisterschaft unterlegen war, mit einem weißen Handtuch an einem Stock über die Bahn. Als ihm ein niederländischer Funktionär, der dieses Verhalten als Provokation ansah, den Stock mit Handtuch entwinden wollte, kam es zu einer Rangelei, bei der Moeskops dem Mann einen Boxhieb versetzte. In der Presse wurde Moeskops Verhalten, der angab, einen „Witz“ habe machen wollen, scharf verurteilt, und wurde bei seiner Rückkehr in die Niederlande als „Flaggenschänder“ beschimpft. Moeskops wurde gesperrt, was zu derart heftigen Kontroversen im Radsportverband Nederlandse Wieler Bond führte, dass sich 1928 ein neuer Verband, die Nederlandsche Wielren Unie (Vorgängerin der späteren Koninklijke Nederlandsche Wielren Unie (KNWU)), gründete. Durch seine Erfolge hatte Moeskops aber den Bahnradsport in den Niederlanden populär gemacht, was jüngeren Fahrer wie Arie van Vliet und Jan Derksen den Weg ebnete.
1930 hatte Moeskops eine schwere Operation, von der er nur schwer genas, und 1933 beendete er seine Radsportlaufbahn. 1935 heiratete er Ida Berger, die Ehe blieb kinderlos; Moeskops hatte eine Tochter aus einer früheren Beziehung, die bei den Eltern von Moeskops aufwuchs. Die Eheleute selbst zogen ein nichteheliches Kind der Tochter von Ida Berger groß. Nach dem Ende seiner aktiven Karriere war Moeskops ein vermögender Mann, der seinen Immobilienbesitz klug verwaltete. Er führte in Den Haag auch eine Dachdeckerei, in der er selbst arbeitete.
1939 fungierte Piet Moeskops während der Tour de France als Chauffeur seines Freundes, des Journalisten Joris van den Bergh, der Chef des niederländischen Teams war. Dabei profitierte Van den Bergh von Moeskops' Französischkenntnissen. In den 1930er und 1940er Jahren war er Teamleiter der niederländischen Bahnfahrer bei Weltmeisterschaften und Olympischen Spielen; Derksen, wie Arie van Vliet aus bürgerlichen Kreisen stammend, erinnerte sich an Moeskops, der eher rustikaler Natur war, als „gefühlloses Großmaul“. Noch im Jahre 1963 führte der 70-Jährige im niederländischen Fernsehen einen Stehversuch vor, ein Jahr später starb er. Sein Grab befindet sich auf dem niederländischen Friedhof Oud Eik en Duinen in Den Haag.
In den niederländischen Orten Nijmegen, Gouda sowie in Loosduinen, seit 1923 ein Stadtteil von Den Haag, sind Straßen nach Piet Moeskops benannt. Der italienische Bildhauer Ezio Roscitano schuf ein Denkmal von Moeskops, das diesem nicht gefiel und dessen Verbleib unbekannt ist. Im Buch Wielerhelden van Oranje heißt es, es sei Joris van den Bergh gewesen, der Moeskops mit seinem Buch Te midden der kampioenen, in dem der Sportler sehr idealisiert dargestellt wurde, ein Denkmal gesetzt habe.

## Erfolge
1917
- Niederländischer Meister – Sprint

1920
- Niederländischer Meister – Sprint

1921
- Weltmeister – Sprint
- Niederländischer Meister – Sprint

1922
- Weltmeister – Sprint
- Niederländischer Meister – Sprint

1923
- Weltmeister – Sprint
- Niederländischer Meister – Sprint
- Grand Prix de l’UVF

1924
- Weltmeister – Sprint

1926
- Weltmeister – Sprint

1927
- Niederländischer Meister – Sprint
- Grand Prix de l’UVF

1928
- DBC’s Grand Prix for professionals

1929
- Weltmeisterschaft – Sprint
- Niederländischer Meister – Sprint

1930
- Weltmeisterschaft – Sprint
- Niederländischer Meister – Sprint
- Grand Prix de l’UVF

1931
- Niederländischer Meister – Sprint

1932
- Niederländischer Meister – Sprint